# Jaskółka-Klasse
Die Jaskółka-Klasse war eine Serie von sechs Minensuchbooten der polnischen Marine aus den dreißiger Jahren, die auch als Minenleger und zur U-Boot-Jagd vorgesehen waren. Sie waren die ersten und einzigen Kriegsschiffe, die in Polen vor dem Zweiten Weltkrieg gebaut wurden. Ihre Namen stammen von Seevögeln – daher ihr Spitzname „Vögel“.
Während des deutschen Überfalls wurden im September 1939 alle Boote versenkt oder von ihren Mannschaften selbst versenkt. Vier von ihnen wurden nach Bergung in die deutsche Kriegsmarine übernommen. Nach dem Zweiten Weltkrieg kamen die vier Boote zunächst beim Deutschen Minenräumdienst zum Einsatz, bevor sie 1946 an Polen zurückgegeben wurden. Erst in den siebziger Jahren erfolgte die endgültige Ausmusterung.

## Entwicklung und Bau
Die ersten Minensucher Polens waren ehemalige deutsche Flachgehende Minensuchboote aus dem Ersten Weltkrieg. Sie wurden in Dänemark gekauft, als Czajka (ex FM 2), Jaskółka (ex FM 27), Mewa (ex FM 28) sowie Rybitwa (ex FM 31) in Dienst gestellt. Mit diesen Booten begann in der polnischen Marine die Tradition, kleinere Einheiten nach Vögeln zu benennen. Bis 1935 wurden sie ausgemustert, Mewa wurde anschließend zum Vermessungsschiff Pomorzanin umgebaut und die anderen Boote verkauft oder abgewrackt.
Vier Ersatzbauten sollten vor dem Hintergrund der Weltwirtschaftskrise auf heimischen Werften entwickelt und gebaut werden. Zum Bau ausgewählt wurden die Werft Gdynia (Stocznia Gdynska, Gdynia) die Marinewerft in Gdingen (Stocznia Marynarki Wojennej, Gdynia) und die in der Nähe Warschaus gelegene Binnenwerft in Modlin (Stocznia Modlińska, Modlin). Letztere bereitete die Konstruktionsunterlagen vor, die sie anschließend zu den Werften nach Gdingen schickte.
Der Bauauftrag wurde am 26. Januar 1933 unterzeichnet und das erste Boot sollte nach 20 Monaten abgeliefert werden, die weiteren anschließend in Abständen von jeweils drei Monaten. Zahlreiche Verzögerungen – wie verspätete Zulieferungen, Unwetter oder einfachste Werftausstattungen mit weichem Untergrund – führten zur ersten Ablieferung nach 30 Monaten am 27. August 1935. Das letzte Boot wurde sechs Monate später übergeben.
Die vier Boote erhielten die Namen ihrer Vorgänger und wurden als Jaskółka (deutsch: Schwalbe), Mewa (Möwe), Rybitwa (Seeschwalbe) und Czajka (Kiebitz) in Dienst gestellt – in der Marine auch als „Vögel“ bezeichnet. Zusammen mit den alten Kanonenbooten General Haller und Komendant Piłsudski bildeten sie die wieder gegründete 1. Minen-Division – eine Bezeichnung, die seit der Außerdienststellung der alten FM-Boote nicht mehr genutzt worden war. In ihren See-Eigenschaften waren die Boote handlich und ein Erfolg: klein, schnell und bestens geeignet für die Gewässer der Ostsee.
Nach Fertigstellung der Boote beabsichtigte die Marineführung im Rahmen ihres 6-Jahres-Programmes von 1936 auch die Beschaffung zweier größerer Minensuchboote von 300 Tonnen. Aufgrund mangelnder finanzieller Mittel konnte dies nicht umgesetzt werden, stattdessen wurden zwei weitere Boote der Jaskółka-Klasse beauftragt. Die Czapla (Reiher) und Żuraw (Kranich) benannten Boote liefen im August 1938 auf der Marinewerft in Gdingen vom Stapel und wurden bei Kriegsbeginn ohne Probefahrten vorzeitig in Dienst gestellt.

### Spätere Umbauten
Im Laufe der Jahre bauten die verschiedenen Besitzer die einzelnen Boote in kleinerem Rahmen um und passten sie den aktuellen Bedürfnissen an. In der Kriegsmarine wurden die Boote Putzig (ex Mewa), Rixhöft (ex Rybitwa) und Westerplatte (ex Czajka) zu den Torpedofangbooten TFA 7, TFA 8 und TFA 11 umgebaut und neu bewaffnet.
Auch in der Marine der Volksrepublik Polen fanden weitere Umbauten statt. Neben einer neuen – nach sowjetischem Muster standardisierten Bewaffnung – wurde insbesondere die Żuraw ihren neuen Aufgaben als Vermessungsschiff angepasst. Um 1948 erhielt sie ein zusätzliches achteres Deckshaus und während eines größeren Umbaus von 1959 bis 1962 stattdessen einen Aufbau auf dem Vorschiff und einen kürzeren Dreibeinmast.

## Technische Daten
Die Boote waren 45,00 Meter lang, 5,50 Meter breit und hatten maximal 1,55 Meter Tiefgang. Die Konstruktionsverdrängung betrug 185 Tonnen, die maximale 203 Tonnen. Zwei 8-Zylinder-Dieselmotoren ergaben eine Leistung von zusammen 1040 PS und auf zwei Schrauben eine Höchstgeschwindigkeit von 17,5 Knoten. Die Besatzung bestand aus 3 Offizieren und 27 Mannschaften.
Die Bewaffnung bestand aus einem 75-mm-Geschütz am Bug und zwei Maschinengewehren vom Kaliber 7,92 mm, bei den beiden Booten der zweiten Serie ergänzt durch zwei mittschiffs installierte 13,2-mm-Maschinengewehre zur zusätzlichen Flugabwehr. Zudem waren alle Boote mit Minenschienen ausgerüstet und konnten 20 Minen oder Wasserbomben an Bord nehmen.
In der deutschen Kriegsmarine waren die Boote Czajka und Żuraw als Versuchsboote mit einer 2-cm-Flak C/30, Mewa,  Rybitwa und später auch Czajka als Torpedofangboote mit zwei 2-cm-Flak ausgerüstet.
Nach der Rückgabe 1946 waren die Boote unterschiedlich mit Waffen aus ehemals deutschen Beständen ausgerüstet: Czajka mit acht 20-mm-Flak (2x2, 1x4), Mewa mit sieben 20-mm-Flak (1x1, 1x2, 1x4), Żuraw mit fünf 20-mm-Flak (2x2, 1x1) und Rybitwa mit vier 20-mm-Flak (1x2, 2x1). Mit der Reklassifizierung zu Patrouillenbooten wurden sie ab 1949 nach sowjetischen Standards mit zwei 37-mm-Kanonen (1x2), zwei 12,7-mm-Maschinengewehren (1x2) sowie zwei Wasserbombenwerfern ausgestattet. Żuraw behielt als Vermessungsschiff die vorderen 37-mm-Kanonen; nach dem Umbau von 1959–1963 wies sie keine Bewaffnung mehr auf.

## Schiffe derJaskółka-Klasse

### ORPJaskółka
Als Typschiff der Klasse wurde mit ihm die Minen-Division der polnischen Marine wieder begründet. Hauptaufgabe vor dem Krieg war jedoch die Ausbildung der Mannschaften. Am 1. September 1939 lief die Jaskółka zum ersten – abgebrochenen – Minenunternehmen aus und nahm bis zur Vernichtung durch den deutschen Luftangriff am 14. September an allen Einsätzen der polnischen Flotte teil.

### ORPMewa
Das Schiff wurde am 25. Oktober 1935 in Dienst gestellt, bereits am ersten Kriegstag beschädigt und zwei Tage später versenkt. Von den Deutschen gehoben, stellte die Kriegsmarine sie zunächst als Putzig, später als Torpedofangboot TFA 7 in Dienst. 1946 an Polen zurückgegeben, blieb sie bis 1960 im aktiven Dienst, bevor sie 1970 ausgemustert und 1981 abgewrackt wurde.

### ORPRybitwa
Nach vorzeitiger Rückkehr von einer Ausbildungsfahrt nahm die Rybitwa ab dem ersten Kriegstag an allen polnischen Einsätzen teil, wurde beim deutschen Luftangriff am 14. September beschädigt und mit der Kapitulation der polnischen Truppen auf Hela von der eigenen Mannschaft selbstversenkt.
Von der deutschen Kriegsmarine gehoben und als Rixhöft reaktiviert, diente sie vor allem als Torpedofangboot. Nach der Rückgabe an Polen 1946 war sie zunächst als Minensuchboot im Einsatz, anschließend wurden auf ihr Mannschaften für die U-Boot-Jagd ausgebildet. Erst 1970 erfolgte die Ausmusterung.

### ORPCzajka
Die Czajka nahm an allen polnischen Operationen im September teil und wurde mit der Kapitulation der polnischen Truppen auf Hela von der Mannschaft selbstversenkt. Von der Deutschen gehoben und als Westerplatte reaktiviert, diente sie kurzzeitig in der 7. Minensuchflottille, als Bojenboot, Schulboot beim Sperrversuchskommando, Torpedofangboot, am Kriegsende in einer Geleitflottille und nach Kriegsende beim Deutschen Minenräumdienst. Zurück in der polnischen Marine wurden auf ihr bis 1960 Mannschaften ausgebildet, bevor sie 1970 ausgemustert wurde.

### ORPCzapla
Als ersten Boot der zweiten Serie wurde die Czapla am 1. September 1939 vorzeitig in Dienst gestellt. Ab dem 3. September blieb sie wegen ihrer ausgefallenen Ruderanlage in Jastarnia, wo sie die Luftabwehr verstärkte. Beim deutschen Luftangriff am 14. September 1939 wurde die Czapla versenkt.
Sie war strukturell so stark beschädigt, dass sich eine Reparatur für die Deutschen nicht lohnte und sie das Wrack verschrotteten.

### ORPŻuraw
Als letztes Schiff der Klasse wurde die Żuraw ebenfalls zu Kriegsbeginn vorzeitig in Dienst gestellt. Die Besatzung versenkte das Schiff nach mehreren Einsätzen am 2. Oktober 1939 mit der Kapitulation der polnischen Truppen auf Hela am 2. Oktober 1939.
Die Deutschen hoben das Schiff, benannten es in Oxhöft um und setzten es als u. a. in der 7. Minensuchflottille und als Versuchsboot ein. Nach dem Krieg war es zunächst dem Deutschen Minenräumdienst zugeordnet. 1946 folgte die Rückgabe an Polen. Nach Minenräumaufgaben in der Ostsee folgte unter dem Namen Kompas der Einsatz als Vermessungsschiff und 1971 die Ausmusterung.